# Це людина Мінстрела
Це людина Мінстрела (англ. That Minstrel Man) — американська короткометражна кінокомедія Роско Арбакла 1914 року.

## У ролях
- Роско ’Товстун’ Арбакл — Беллі
- Френк Хеєс — Людина в ролі негра